# Crax alector
Crax alector là một loài chim trong họ Cracidae.
Loài chim này được tìm thấy trong các khu rừng ẩm ướt ở miền bắc Nam Mỹ ở Colombia, Venezuela, Guianas và xa phía bắc Brazil. Được giới thiệu đến Bahamas, Cuba, Jamaica, Haiti, Cộng hòa Dominica, Puerto Rico và Antilles Lesser. Đây là loài duy nhất của chi Crax mà chim trống và chim mái không có khác biệt về bộ lông.

## Hình ảnh

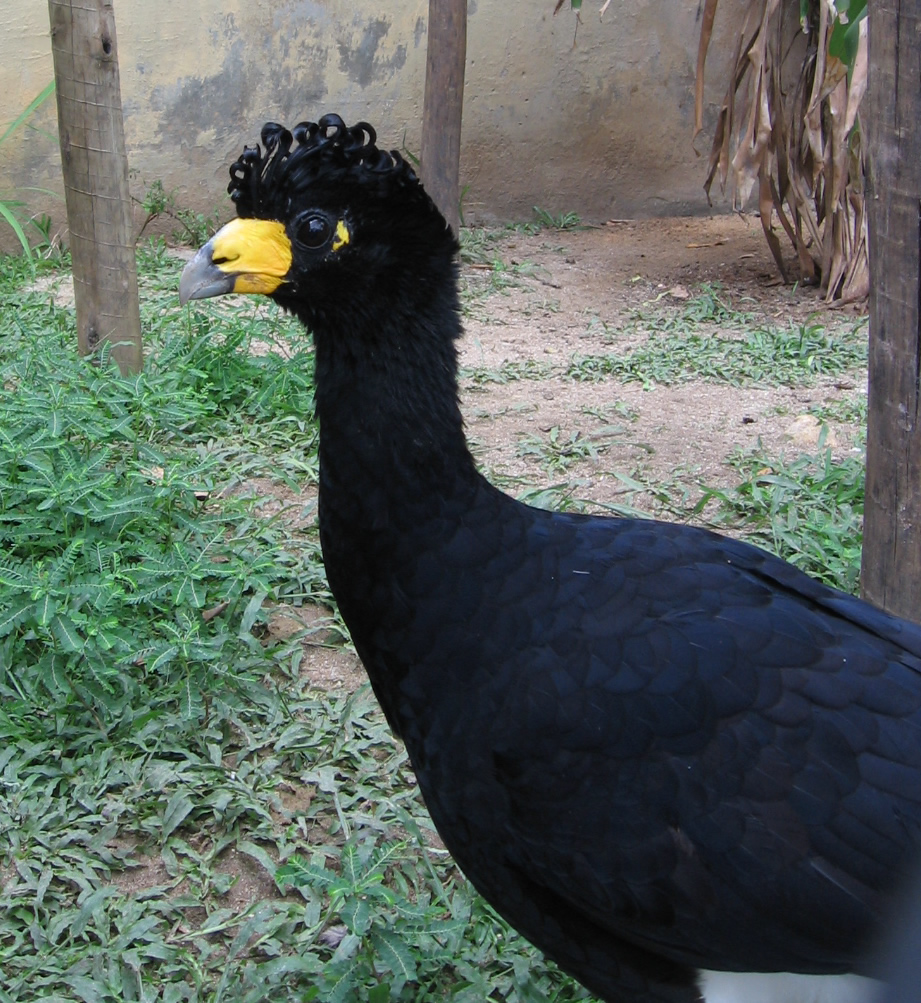
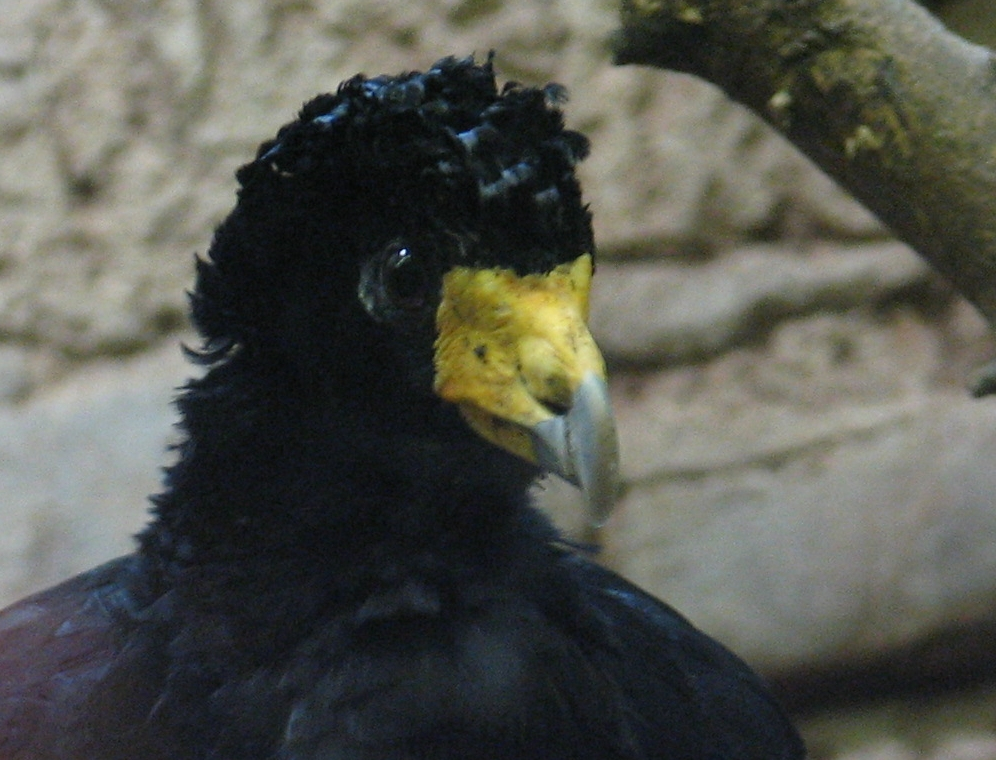
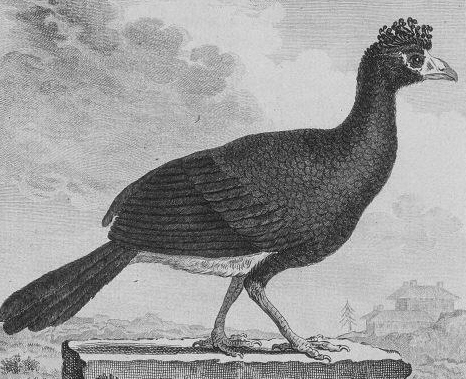